# Probo (console 525)
Flavio Probo iunior (latino: Flavius Probus; fl. 525) è stato un politico romano.
Probo fu nominato console d'Occidente nel 525 e console del Regno Ostrogoto nello stesso anno. Sposò Proba, figlia di Olibrio (console 491), e di sua moglie, Irene, figlia di Paolo (console 496) e nipote di Anastasio I Dicoro. Lui e Proba ebbero almeno una figlia, Giuliana, che sposò Anastasio, figlio del console Anastasio Sabiniano, da cui ebbero Placidia, la moglie di Giovanni Mystacon, e Areobindo, il padre di Anastasia Areobinda e suocero di Pietro (curopalates).